# Дворцовая гимназия (Бенрат)
Бенратская Дворцовая гимназия (нем. Schloß-Gymnasium Benrath) — гимназия в административном районе Бенрат (Дюссельдорф, Германия), старейшая гимназия в южной части Дюссельдорфа (основана в 1907 году).

## История
Открытие школы состоялось на Пасху 1907 года, после того, как в 1904—1906 годах специальная комиссия решала вопрос, нужна ли в Бенрате старшая школа для мальчиков. В школу принимались дети начиная с девяти лет, уже умеющие писать и знакомые с четырьмя арифметическими действиями. 29 апреля 1907 года первый 31 ученик шестого класса и 14 учеников подготовительного класса приступили к занятиям. Первым директором стал Леонард Егер. В 1910 году школа получила статус реальной прогимназии. Первоначально школа размещалась в здании старой бенратской ратуши на углу Хильденерштрассе и Паулиштрассе, где ей были выделены три комнаты. В 1912 году, с расширением школы и появлением 12-го класса, помещение в ратуше перестало вмещать все классы, и девятый класс был переведён в правый флигель дворца Бенрат. Там же разместились школьная библиотека и зал рисования. Плата за годичное обучение в это время была установлена в размере 130 марок — месячный заработок хорошего ремесленника или мелкого чиновника. Директор прогимназии получал 4800 марок в год, учителя старших классов — около 3000 марок.
В 1910 году открылась старшая женская школа. В 1920 году мужская прогимназия стала реальной гимназией, а женская школа получила статус лицея. В годы Веймарской республики были учреждены ученический и родительский советы, получившие право голоса в управлении школой, но слишком радикальные перемены - такие, как общая школа и отмена преподавания религии - натолкнулись на сопротивление и были отменены. В 1923 году в гимназии прошли первые выпускные экзамены.
В 1930 году были построены новые школьные здания на Эрих-Мюллерштрассе. В настоящее время там располагаются начальные классы Дворцовой гимназии. В 1933 году, в связи со сносом здания ратуши, все тогдашние классы Бенратской мужской реальной гимназии были переведены во дворец Бенрат. В 1936 году её переименовывают во Дворцовый лицей (нем. Schloss-Lyzeum), а в 1937 году учебному заведению присваивают имя поэта Германа Лёнса. В годы нацистского режима в школе уделяли меньше внимания естественным наукам и больше преподаванию истории в её новой версии и индоктринации учащихся. В ходе Второй мировой войны учебные дни были сокращены до шести часов. Часть учащихся старших классов была призвана в армию, и в итоге после 1941 года старший класс был полностью распущен. В октябре 1944 года школа им. Германа Лёнса была закрыта до конца войны по распоряжению рейхскомиссара, как и все остальные средние общеобразовательные учебные заведения; продолжали функционировать только начальные и технические школы.
Школа вновь открылась 1 октября 1945 года в статусе гуманитарной гимназии. Первые годы характеризовало почти полное отсутствие учебных материалов: старые в процессе денацификации были признаны негодными, а новые ещё не были созданы. С 1960 года в школе введено обучение по математико-естественнонаучному профилю, а сама она переименована в Дюссельдорф-Бенратскую Дворцовую гимназию с углублённым изучением языка, математики и естественнонаучных дисциплин. В помещении Бенратского дворца недоставало места для всех учеников, и рядом с ним были построены несколько временных деревянных зданий, где велись занятия. В 1967/68 учебном году, после открытия новой гимназии на Кобобленцерштрассе, половина учительского состава и около половины из числа 830 учеников перешли в неё. Дворцовая гимназия продолжала работу в статусе мужской гуманитарной гимназии, с латынью в качестве первого иностранного языка. Только в 1973 году после долгого перерыва в ней снова появились педагоги-женщины.
В 1980 году гимназия, где тогда было около 700 учеников, снова начавших испытывать проблемы с местом и качеством помещений, переехала из дворца Бенрат в новое здание на Вимпфенерштрассе. Одновременно туда же перевели и женскую гимназию, создав заведение совместного обучения, за которым было сохранено название Дворцовой гимназии. В 2007 году гимназия отметила свой столетний юбилей.

## Учебный процесс
С 2006 года в гимназии введена концепция учительского класса: вместо того, чтобы оставаться всё время в одной классной комнате, ученики, начиная с пятого класса, переходят из одного тематического кабинета в другой в зависимости от урока. В каждом кабинете есть комплект учебников, что позволяет ученикам не носить каждый день учебники из дома.
В седьмом классе учащиеся проходят курсы профессиональной ориентации и, переходя в восьмой класс, могут выбрать профиль обучения — естественнонаучный, филологический или экономический. Профильное обучение предполагает два дополнительных часа тематических занятий в неделю.
В гимназии хорошо поставлена практическая научная работа. При ней действуют собственная метеорологическая станция и обсерватория. Ученики старших классов проходят стажировку при дюссельдорфском Университете Генриха Гейне, а курирующие гимназию химическая и страховая компании проводят для них также стажировки в Стамбуле, Стокгольме и Париже. Успеваемость учащихся естественнонаучного профиля выше, чем в среднем по стране: процент учеников, получивших два высших балла, на 12 % выше национального уровня. С 2002 по 2005 год гимназия участвовала в финансируемом Европейским союзом международном проекте «Сократ-Комениус», целью которого было развитие обучения астрономии в европейских школах. В 2006 году Дворцовая гимназия попала в число лауреатов премии Хуго Хенкеля, вручаемой за новаторские методы обучения наукам и техническим предметам в публичных школах, и получила премию в размере 1000 евро. В 2007 году Дворцовая гимназия попала в число 14 школ Северного Рейна-Вестфалии, ставших лауреатами национального тестирования по немецкому и английскому языкам и математике, причём попала в число трёх школ региона, ставших лауреатами по двум дисциплинам.
Во втором полугодии 2011/12 учебного года было сообщено о том, что гимназия переходит на учебные часы длиной 67,5 минут вместо 45. Этот учебный эксперимент проводится в рамках подготовки к переходу на ускоренный цикл обучения, состоящий из восьми лет вместо девяти (так называемая «турбошкола»).